# Кристал Лејк (Илиноис)
Кристал Лејк (енгл. Crystal Lake) град је у америчкој савезној држави Илиноис. По попису становништва из 2010. у њему је живело 40.743 становника.

## Демографија
Према попису становништва из 2010. у граду је живело 40.743 становника, што је 2.743 (7,2%) становника више него 2000. године.
| Група             | 2000.          | 2010.          |
| Белци             | 34.067 (89,7%) | 33.951 (83,3%) |
| Афроамериканци    | 212 (0,6%)     | 398 (1,0%)     |
| Азијати           | 747 (2,0%)     | 1.023 (2,5%)   |
| Хиспаноамериканци | 2.662 (7,0%)   | 4.770 (11,7%)  |
| Укупно            | 38.000         | 40.743         |